# Nojärvsträsket
Nojärvsträsket är en sjö i Finland. Den ligger i kommunen Malax i landskapet Österbotten, i den sydvästra delen av landet, 300 km nordväst om huvudstaden Helsingfors. Nojärvsträsket ligger 27 meter över havet. Arean är 49 hektar och strandlinjen är 5,82 kilometer lång. Sjön  ingår i Bottenhavets kustområde.   I omgivningarna runt Nojärvsträsket växer i huvudsak blandskog.